# Karl Erik Bøhn
Karl Erik Bøhn (* 14. Februar 1965 in Sandefjord; † 2. Februar 2014 in Tønsberg) war ein norwegischer Handballspieler und -trainer.

## Karriere
Bøhn ging in seinem Geburtsort Sandefjord auf Torejagd und bestritt zwischen 1986 und 1993 insgesamt 126 Partien für die norwegische Nationalmannschaft, in denen er 114 Treffer erzielte. Nach seiner aktiven Karriere war er von 1994 bis 1997 als Assistenztrainer der norwegischen Nationalmannschaft tätig. Seine erste Station als Trainer war die Herrenmannschaft von Drammen HK, die er zwischen 1998 und 2002 trainierte. Anschließend gehörte er dem Trainerteam vom norwegischen Erstligisten Larvik HK an. Von 2005 bis zum Januar 2011 war Bøhn der hauptverantwortliche Trainer von Larvik HK, der unter seiner Leitung in jeder Saison die norwegische Meisterschaft feierte sowie in der Saison 2007/08 den Europapokal der Pokalsieger gewann. Im November 2011 übernahm er bis zum Saisonende 2011/12 den ungarischen Spitzenverein Győri ETO KC, mit dem er ebenfalls die nationale Meisterschaft gewann. Ab dem Jahre 2011 war er zusätzlich für die Ungarische Frauen-Handballnationalmannschaft verantwortlich. Ungarn errang in seiner Amtszeit die Bronzemedaille bei der Europameisterschaft 2012 in Serbien.

## Privates
Bøhn war bis Dezember 2012 mit der norwegischen Handballspielerin Heidi Løke liiert. Am 2. Februar 2014 verstarb er an Leukämie.